# أوما (آوموري)

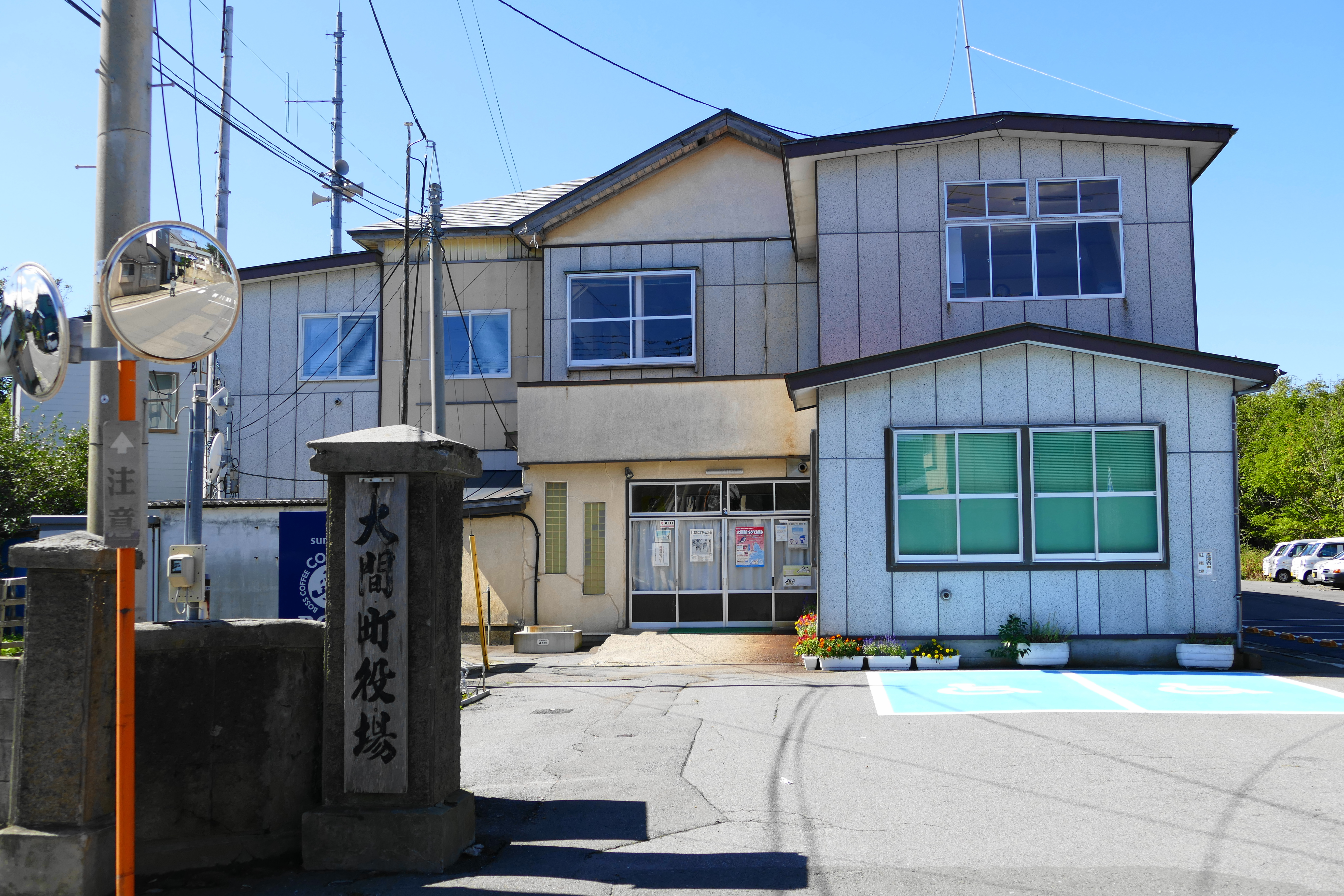
مبنى بلدية أوما

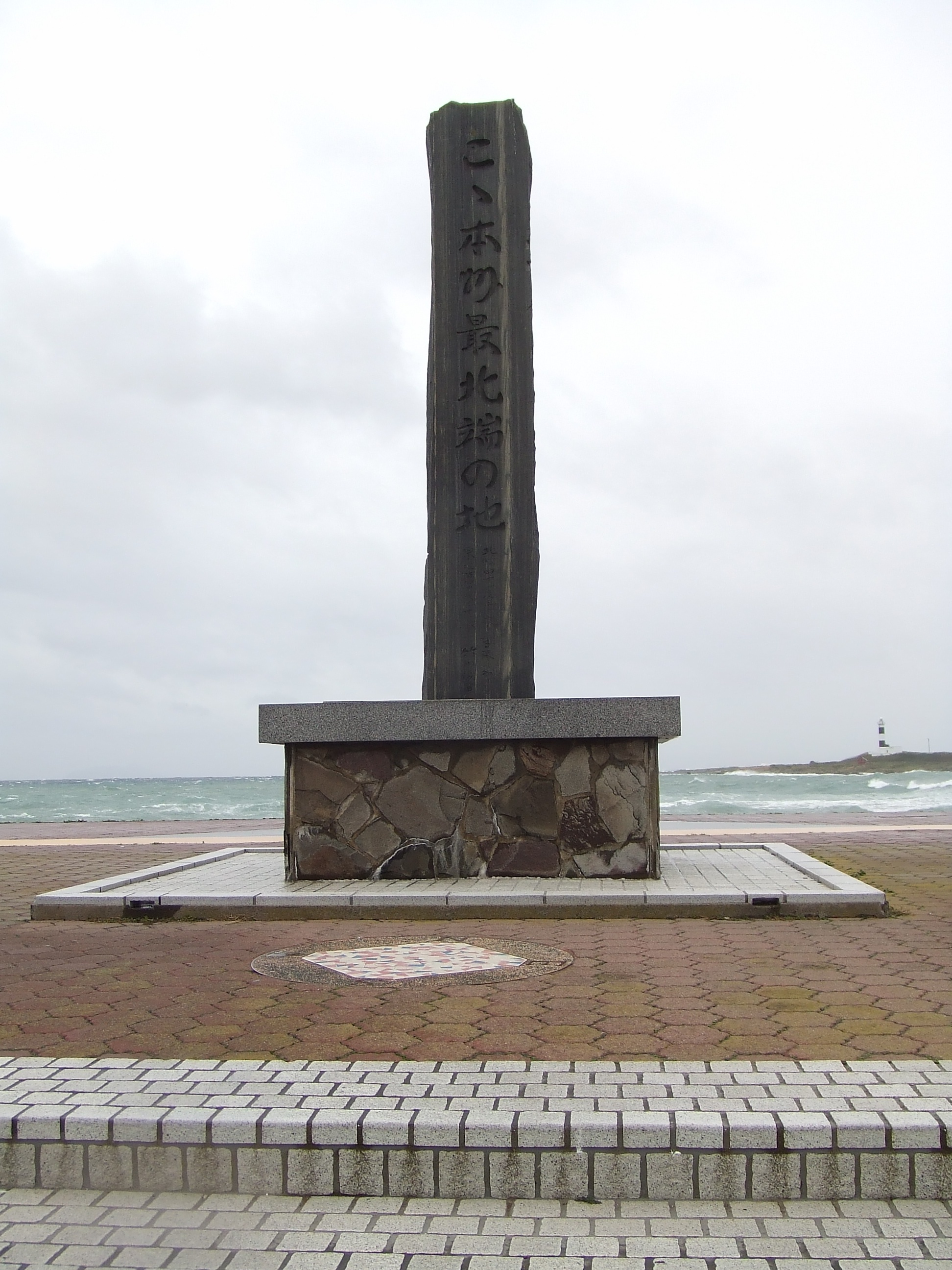
أعلى نقطة في شمال هونشو

أوما (باليابانية: 大 間 町، أوما-ماتشي) بلدة تقع في محافظة آوموري باليابان. بحلول 28 فبراير 2017، بلغ عدد سكانها 5,581 نسمة، بكثافة سكانية بلغت 107.2 شخص لكل كيلومتر مربع، موزعين على 2,542 أسرة. تبلغ المساحة الإجمالية للبلدة 52.06 كيلومتر مربع (20.10 ميل مربع).

## موقعها
تحتل أوما الساحل الشمالي الغربي لشبه جزيرة شيموكيتا، التي تواجه مضيق تسوجارو. رأس أومازاكي (大 間 崎) هي أقصى نقطة في شمال جزيرة هونشو. تتميز المدينة بمناخ صيفي لطيف قصير وشتاء بارد طويل مصحوباً برياح شديدة (حسب تصنيف كوبن للمناخ Cfa). يبلغ متوسط درجة الحرارة السنوية في أوما 9.5 درجة مئوية. أما متوسط درجة هطول الأمطار السنوية فهي 1205 ملم مع كون سبتمبر أكثر الشهور الممطرة. وبالنسبة لدرجات الحرارة يقف أعلى متوسط لها في أغسطس، عند حوالي 22.3 درجة مئوية، وأدنى درجة لها في يناير، عند حوالي -1.8 درجة مئوية.
يقع جزء كبير من البلدة ضمن حدود حديقة شيموكيتا هانتو كواسي الوطنية. في 2002، صنفت وزارة البيئة بعض السهول الطينية في ساحل أوما لتكون واحدة من ضمن أهم 500 من الأراضي الرطبة في اليابان خاصة بالنسبة للتنوع البيولوجي للنباتات البحرية، خاصة العديد من أنواع طحلب الكلب.

### البلديات المجاورة
- محافظة آوموري
  - موتسو
  - ساي
  - كازاماورا

## السكان
وفقاً لبيانات التعداد الياباني، فقد انخفض عدد سكان أوما خلال الأربعين عاماً الماضية.
| سنة التعداد | السكان |
| ----------- | ------ |
| 1970        | 7,673  |
| 1980        | 7,624  |
| 1990        | 7,125  |
| 2000        | 6,566  |
| 2010        | 6,340  |

## تاريخها
كان شعب الإيميشي يسكن المنطقة المحيطة بأوما حتى الفترة التاريخية. خلال فترة إيدو، سيطرت عليها عشيرة نانبو من إقطاعية موريوكا. خلال فترة ما بعد إصلاح ميجي للمساحة في 1889، ظهرت قرية أوكو من خلال دمج ضيعة أوما مع ضيعة أوكودو المجاورة. ثم غُيّر اسمها إلى بلدة أوما في 3 نوفمبر 1942.
تعد أوما موقعاً مشهوراً لتصوير الأفلام والدراما التلفزيونية. حيث كانت موقعاً لإعداد لفيلم جيوي نو موري (魚 魚 の 群 れ) في 1983 بطولة كين أوغاتا. وفي 2000، كانت موقعاً لإعداد المسلسل تلفزيوني لهيئة الإذاعة اليابانية وتاشي نو أوي سورا (私 の 青 空) من بطولة توموكو تاباتا. تبع ذلك مسلسل خيالي آخر باسم ماجورو (マ グ ロ) عرض على هيئة بث أساهي من بطولة تيتسويا واتاري في 2007.

## اقتصادها
كان اقتصاد أوما اقتصاداً تقليدياً يعتمد بشدة على الصيد التجاري. اشتهرت المدينة بامتلاكها التونة المسماة «الماس الأسود»، التي يجرى صيدها بالطريقة التقليدية باليد من قاب يسع شخصين وتباع تحت العلامة التجارية المسجلة باسم «أوما». في يناير 2019، بيعت سمكة تونة أوما واحدة بمستوى قياسي بلغ 333.6 مليون ين. وتشمل المنتجات  الأخرى للمأكولات البحرية؛  بطارخ قنفذ البحر، الكومبو والحبار.
تعد المدينة أيضاً موقعاً لمحطة للطاقة النووية، هي محطة أوما للطاقة النووية، التي ستكون نموذجاً فريداً عندما تستخدم وقود الأكسيد المختلط فور تشغيله على الخط.

## التعليم
يوجد في أوما مدرستان إبتدائيتان ومدرستان إعداديتيان تديرهم حكومة البلدة ومدرسة ثانوية عامة واحدة يديرها مجلس محافظة آوموري للتعليم.

## وسائل النقل

### السكة الحديدية
- تفتقر المدينة لخدمات السكك الحديدية للركاب.

### الطرق السريعة
- طريق اليابان الوطني رقم 279
- طريق اليابان الوطني رقم 338

## مناطق الجذب المحلية
- رأس أومازاكي، أقصى نقطة في شمال جزيرة هونشو
- منارة أومازاكي، إحدى «منارات اليابان الخمسون»
- أونسن أوما، منتجع ينابيع حارة
- شاطئ أكايشي

## المدن الشقيقة

### في اليابان
- هاكوداتي، هوكايدو

### خارج اليابان
- هووي، يونلين، تايوان[10]

## مشاهير من أوما
- هيروشي إيزومي - صاحبة الميدالية الفضية في الجودو خلال الألعاب الأولمبية الصيفية في 2004